# Рено II де Три
Рено II де Три (фр. Renaud II de Trie; ум. 1316) — сеньор де Три, граф Даммартена с 1302 года. Сын Жана I де Три и его жены Иоланды де Дрё.

## Биография
Вместе с отцом участвовал во фландрском походе французского короля Филиппа IV Красивого. В битве при Куртре 11 июля 1302 года Жан I де Три погиб, и Рено унаследовал все родовые владения, кроме сеньории Муши, которая досталась его брату Жану (ум. 1327).
Согласно средневековым историкам, в ходе последующих военных действий против фламандцев во время битвы при Монзан-Певель 19 августа 1304 года Рено де Даммартен ударом меча убил архиепископа Кёльна Вильгельма Юлихского — одного из фландрских военачальников, тем самым отомстив за смерть отца. После этой битвы начались долгие переговоры, итогом которых стал Атисский мир, выгодный для Франции, но подтвердивший существование Фландрии как отдельного графства.
Не следует путать Рено II де Три - графа Даммартена с его родственником — Рено II де Три (ум. не позднее 1324), сеньором дю Плесси-Бильбо, маршалом Франции (1313).

## Семья
Жена (свадьба не ранее 1298 года) — Филиппа де Бомон-ан-Гатинэ (1271/72 — 1317), вдова Жоффруа II де Жуанвиля, сеньора д’Алиф, дочь Пьера де Бомона, графа Монтескальозо и Альбы. Сыновья:
- Рено III (ум. 1327), граф Даммартена
- Жан III (ум. до 1358), граф Даммартена с 1327.